# Museo de Rugby Webb Ellis

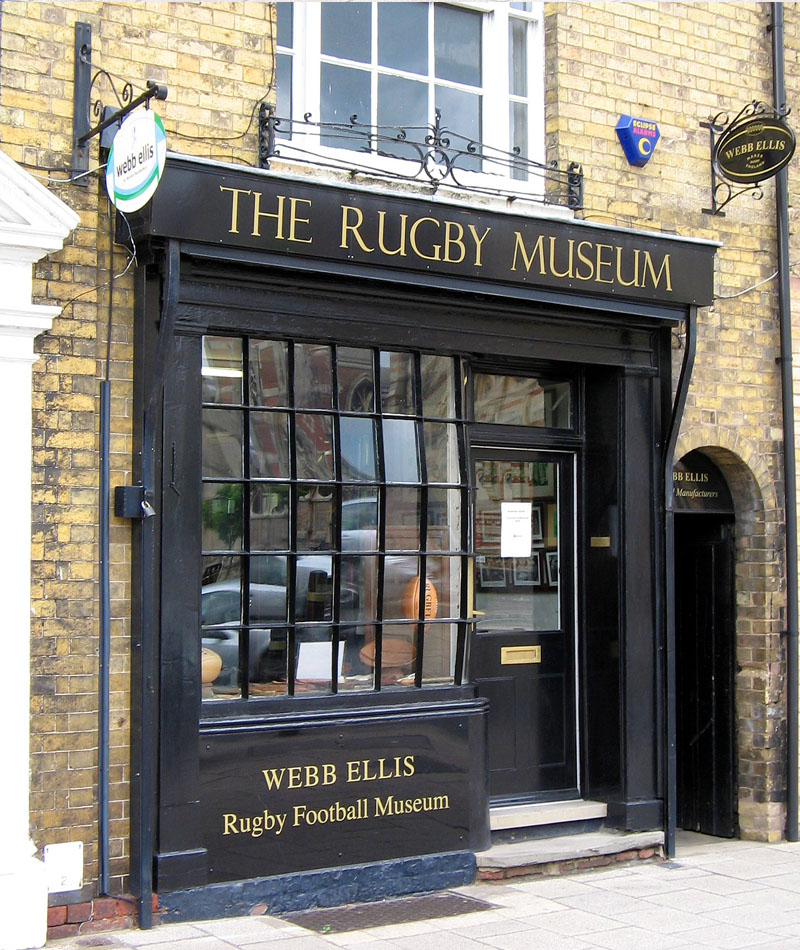
El Webb Ellis Rugby Football Museum

El Museo de Rugby Webb Ellis es un museo dedicado al rugby. Está ubicado en el centro de la ciudad de Rugby en Warwickshire, Inglaterra, cerca de la Escuela de Rugby. Toma su nombre de William Webb Ellis, a quien se le atribuye la invención del deporte.
El museo, anteriormente conocido como James Gilbert Rugby Football Museum, abrió sus puertas en 1980. Se encuentra en el edificio donde el fabricante de zapatos y botas James Gilbert, sobrino de William Gilbert, fabricó por primera vez pelotas de rugby en 1842. En sus instalaciones, como se puede ver en la imagen de la derecha, es identificado como The Rugby Museum. 
El museo está lleno de muchos recuerdos del rugby, incluido un balón Gilbert del tipo utilizado en la Escuela de Rugby que se exhibió en la primera Feria Mundial, en la Gran Exposición de Londres y el original Richard Lindon (inventor de la vejiga de goma para pelotas de rugby) bomba manual de latón. Las pelotas de rugby tradicionales hechas a mano todavía se hacen en el museo. 